# World Trade Center (filme)
World Trade Center (bra: As Torres Gêmeas; prt: World Trade Center) é um filme estadunidense de 2006, do gênero drama histórico, dirigido por Oliver Stone para a Paramount Pictures, baseado nos ataques de 11 de Setembro de 2001 às torres gémeas do World Trade Center de Nova Iorque. 

## Sinopse
O enredo é inspirado na história verídica dos policiais John McLoughlin (Nicolas Cage) e Will Jimeno (Michael Peña), que, em 11 de setembro de 2001, socorreram vítimas do atentado às torres gêmeas do WTC, atacado por terroristas que desviaram o voo 11 da American Airlines. Eles estavam entre os primeiros a chegar ao local e, juntamente com um pequeno grupo de outras pessoas, entraram na torre atingida de forma a retirar as pessoas de lá.

## Recepção
World Trade Center teve recepção geralmente favorável por parte da crítica especializada. Com base em 40 avaliações profissionais, alcançou uma pontuação de 66/100 no Metacritic.